# Spotlight (film)
Pour les articles homonymes, voir Spotlight.
Pour plus de détails, voir Fiche technique et Distribution.
Spotlight, ou Spotlight : Édition spéciale au Québec, est un film dramatique américain coécrit et réalisé par Tom McCarthy, sorti en 2015.
Il raconte la rédaction d'un important article par une équipe d'investigation du Boston Globe, appelée « Spotlight », dévoilant un scandale impliquant des prêtres pédophiles couverts par l'Église catholique dans la région de Boston. Il est fondé sur les histoires des différents journalistes de la véritable équipe Spotlight, lauréate du prix Pulitzer en 2003.
Il est souvent cité comme une référence dans sa  catégorie de scénarios parmi les nombreux films au cinéma racontant les péripéties d'une affaire de journalisme d'investigation de grande ampleur.
Le film est présenté hors compétition à la Mostra de Venise 2015. Il a remporté de nombreux prix remis par des associations de critiques et des guildes et a été nommé l'un des meilleurs films de 2015 par plusieurs publications. Unanimement salué par la critique, Il est également nommé pour six Oscars et remporte celui du meilleur film et du meilleur scénario original en 2016.

## Synopsis
En 1976, le prêtre John Geoghan est arrêté pour viol sur mineur à Boston. Dans la nuit, un prêtre de haut rang se rend au commissariat pour négocier avec la mère de l'enfant et permet à Geoghan de ressortir libre alors que l'avocat général demande aux agents présents de ne pas ébruiter l'affaire.
En 2001, le Boston Globe voit ses chiffres de vente chuter légèrement. Le nouveau rédacteur en chef, Martin « Marty » Baron, décide de relancer le journal avec une affaire d'envergure : plusieurs prêtres dans leur ville ont été accusés d'avoir abusé sexuellement d'enfants et s'en sont tirés sans subir de poursuites. Après avoir eu vent de l'histoire par un article sur le combat de Mitchell « Mitch » Garabedian (en), un avocat qui a essayé plusieurs fois de révéler la vérité sur ce scandale, Baron charge l'équipe Spotlight – une équipe spécialisée dans le journalisme d'investigation – d'enquêter sur ces prêtres et de prouver non seulement leur culpabilité mais aussi que leur supérieur, le cardinal Bernard Law, et les plus hautes instances de l’Église catholique étaient au courant et ont étouffé l'affaire à chaque fois.
Grâce à l'aide éclairée de Mitchell Garabedian, l'équipe Spotlight, dirigée par Walter Robinson, enquête pendant des mois sur l'affaire et découvre que non seulement l'Église a étouffé chacune de ces affaires en utilisant les services d'avocats véreux qui ont négocié de grosses indemnités avec les parents des enfants abusés, mais surtout que les prêtres pédophiles s'avèrent beaucoup plus nombreux qu'on ne le pensait. Phil Saviano, une victime qui a depuis fondé une association de soutien, parle de 13 prêtres à Boston, mais Richard Sipe, un ancien prêtre qui a longtemps étudié la question, estime que ce nombre est plus proche de 90, c'est-à-dire qu'ils représentent 6 % des prêtres catholiques de Boston. En recoupant les informations données par Sipe sur les manœuvres de l'Église pour étouffer les affaires, l'équipe Spotlight établit une liste de 87 prêtres. Robinson et Baron sont approchés par plusieurs personnes qui ont participé aux négociations et qui toutes leur conseillent de ne pas insister.
Alors que l'équipe envisage de publier, les attentats du 11 septembre 2001 les conduisent à changer leurs priorités et à repousser la rédaction de l'article. Le journaliste Michael Rezendes obtient une information précieuse de Garabedian : l'avocat avait réussi à joindre à un dossier défendu publiquement des lettres adressées au cardinal Law prouvant qu'il avait ignoré les appels à l'aide des victimes. Rezendes parvient à les obtenir, cependant que Robinson veut temporiser afin d'être sûr de dénoncer tout le système et que Law ne puisse se défausser, ce qui met Rezendes hors de lui. Le Boston Globe obtient également gain de cause pour obtenir la levée des scellés pour plusieurs dossiers sur les arrangements négociés entre avocats. Baron accepte alors de publier l'article après le Nouvel An 2002.
Peu avant la publication, Robinson réalise que le journal avait déjà reçu une liste de 20 prêtres accusés de pédophilie en 1993 de l'avocat des victimes Eric MacLeish (en) mais qu'il n'y avait jamais donné suite. Baron le pousse à publier, avec un lien web vers les documents et un numéro téléphonique pour déposer les témoignages. Dès le lendemain matin, l'équipe Spotlight est submergée par les appels de victimes qui veulent témoigner.
Le film se conclut sur un texte révélant que le cardinal Law a fini par démissionner en décembre 2002 avant d'être élevé au rang d'archiprêtre de la basilique Sainte-Marie-Majeure à Rome, puis sur une liste de villes où des scandales similaires ont éclaté à travers le monde.

## Fiche technique
Sauf indication contraire, les informations mentionnées dans cette section peuvent être confirmées par la base de données cinématographiques IMDb,  présente dans la section « Liens externes ».
- Titre original et français : Spotlight
- Titre québécois : Spotlight : Édition spéciale
- Réalisation : Tom McCarthy
- Scénario : Tom McCarthy et Josh Singer
- Musique : Howard Shore
- Direction artistique : Stephen H. Carter
- Décors : Shane Vieau (en)
- Costumes : Wendy Chuck
- Montage : Tom McArdle (en)
- Photographie : Masanobu Takayanagi (en)
- Son : Paul Hsu
- Production : Michael Bederman, Blye Pagon Faust, Steve Golin, Nicole Rocklin et Michael Sugar
- Sociétés de production : First Look Media, Anonymous Content, Participant Media et Nicole Rocklin
- Sociétés de distribution : Open Road Films (en) (États-Unis), Warner Bros. France (France)
- Budget : 20 000 000 $[2]
- Pays de production :  États-Unis
- Langue originale : anglais
- Format : couleur — 1,85:1 Codex — son Dolby Digital
- Genre : drame et biopic
- Durée : 129 minutes
- Dates de sortie :
  - Italie : 3 septembre 2015 (Mostra de Venise)
  - États-Unis : 5 septembre 2015 (Festival du film de Telluride) ; 6 novembre 2015 (sortie limitée) ; 25 novembre 2015 (sortie nationale)
  - Canada : 14 septembre 2015 (Festival international du film de Toronto) ; 13 novembre 2015 (sortie limitée)
  - France : 27 janvier 2016
- Classification :
  - France (mention CNC)[3] : tous publics, art et essai

## Distribution
Sauf indication contraire, les informations mentionnées dans cette section peuvent être confirmées par la base de données cinématographiques IMDb,  présente dans la section « Liens externes ».
- Mark Ruffalo (VF : Rémi Bichet ; VQ : Louis-Philippe Dandenault) : Michael Rezendes
- Michael Keaton (VF : Bernard Lanneau ; VQ : Daniel Picard) : Walter « Robby » Robinson
- Rachel McAdams (VF : Julie Turin ; VQ : Geneviève Désilets) : Sacha Pfeiffer
- Brian d'Arcy James (VF : Lionel Tua ; VQ : Martin Watier) : Matty Carroll
- Liev Schreiber (VF : Thierry Hancisse ; VQ : Patrick Chouinard) : Martin « Marty » Baron
- John Slattery (VF : Nicolas Marié ; VQ : François Godin) : Ben Bradlee Jr. (en)
- Stanley Tucci (VF : Edgar Givry ; VQ : Jacques Lavallée) : Mitchell « Mitch » Garabedian (en)
- Billy Crudup (VF : Jean-Philippe Puymartin ; VQ : Pierre Auger) : Eric MacLeish (en)
- Len Cariou (VF : Marc Cassot ; VQ : Jean-Marie Moncelet) : le cardinal Bernard Law
- Richard Jenkins (VF : Bernard Bollet ; VQ : Tristan Harvey) : Richard Sipe, psychothérapeute (voix au téléphone, non crédité)
- Jamey Sheridan (VF : Philippe Catoire ; VQ : Benoît Rousseau) : Jim Sullivan
- Paul Guilfoyle (VF : François Dunoyer ; VQ : Marc Bellier) : Pete Conley
- Robert Clarke : juge Volterra
- Gene Amoroso (VF : Jacques Bouanich ; VQ : Mario Desmarais) : Stephen Kurkjian (en)
- Neal Huff (VF : Damien Witecka ; VQ : Benoit Éthier) : Phil Saviano
- Michael Cyril Creighton (en) (VF : Christophe Lemoine) : Joe Crowley
- Laurie Heineman (en) : juge Constance Sweeney
- Maureen Keiller : Eileen McNamara (en)
- Jimmy LeBlanc (en) (VF : Valentin Merlet ; VQ : Frédérik Zacharek) : Patrick McSorley
- Tim Progosh (en) (VQ : François Trudel) : principal Bill Kemeza
- Michael Countryman (VF : Philippe Peythieu ; VQ : Daniel Lesourd) : Richard Gilman
- Tim Whalen (VF : Donald Reignoux) : jeune policier
- Gary Galone (VQ : Gilbert Lachance) : Jack Dunn
- David Fraser (VF : Gabriel Le Doze ; VQ : François L'Écuyer) : Jon Albano
- Richard O'Rourke (VF : Patrice Dozier) : Ronald Paquin
- Doug Murray (VQ : David Laurin) : Peter Canellos
- Duane Murray (VF : Jean-Luc Atlan ; VQ : Thiéry Dubé) : Hansi Kalkofen
- Elena Wohl : Barbara
- Sharon McFarlane : Helen Donovan
- Robert B. Kennedy : secrétaire du greffier
- Brian Chamberlain : Paul Burke
- Paulette Sinclair : réceptionniste du juge Chambers
- Nancy Villone : Maryetta Dussourd

Acteurs principaux
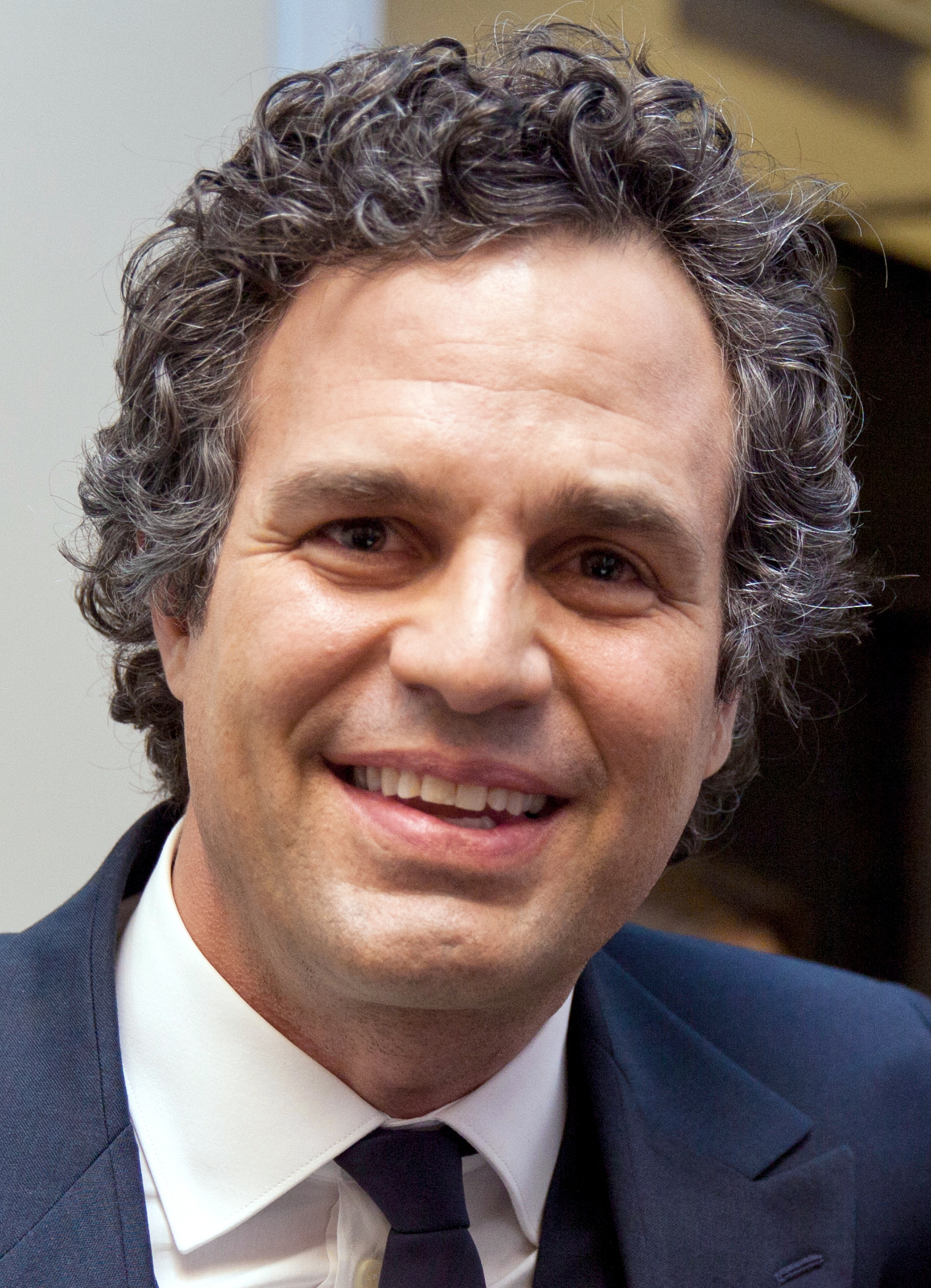
Mark Ruffalo
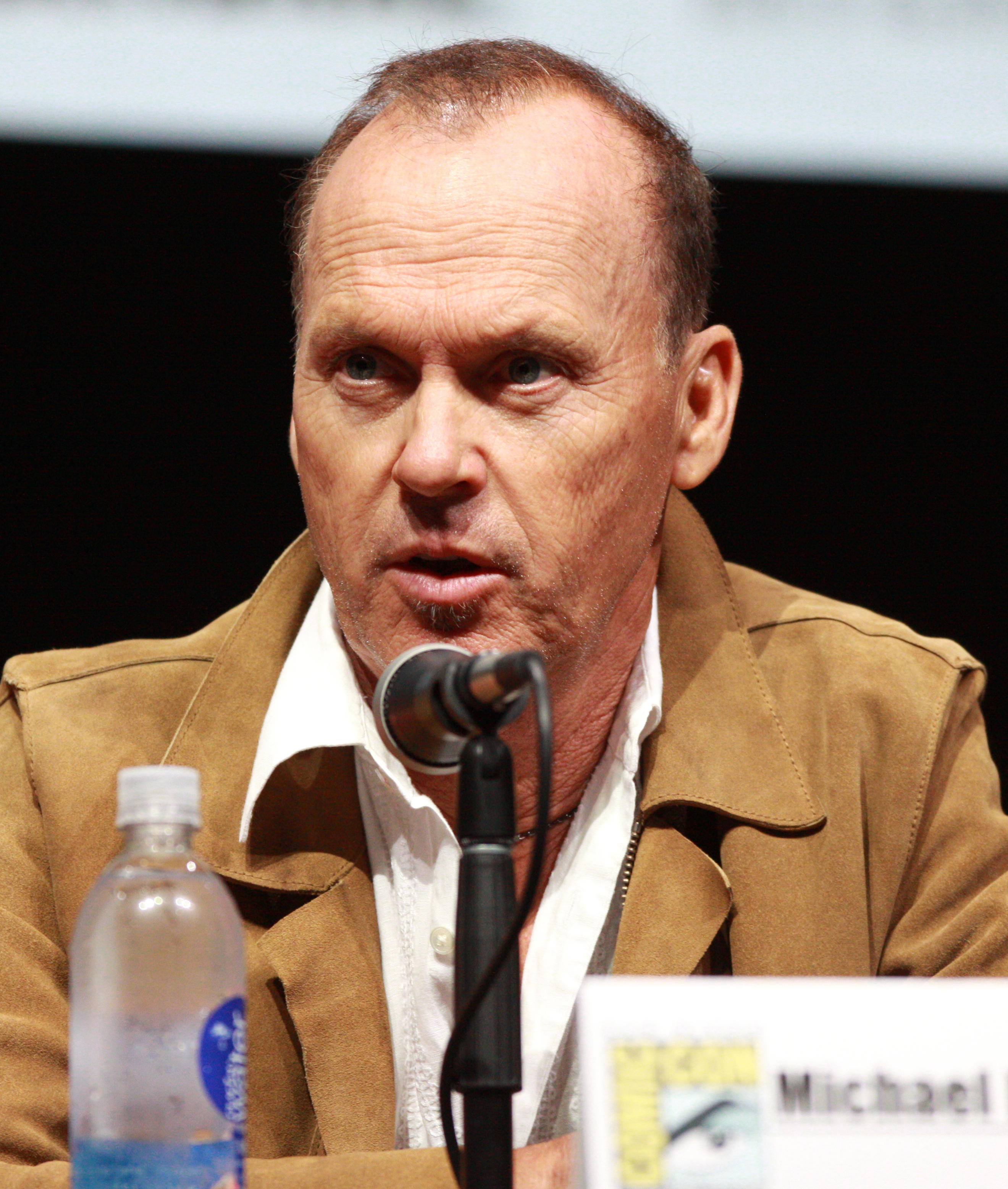
Michael Keaton
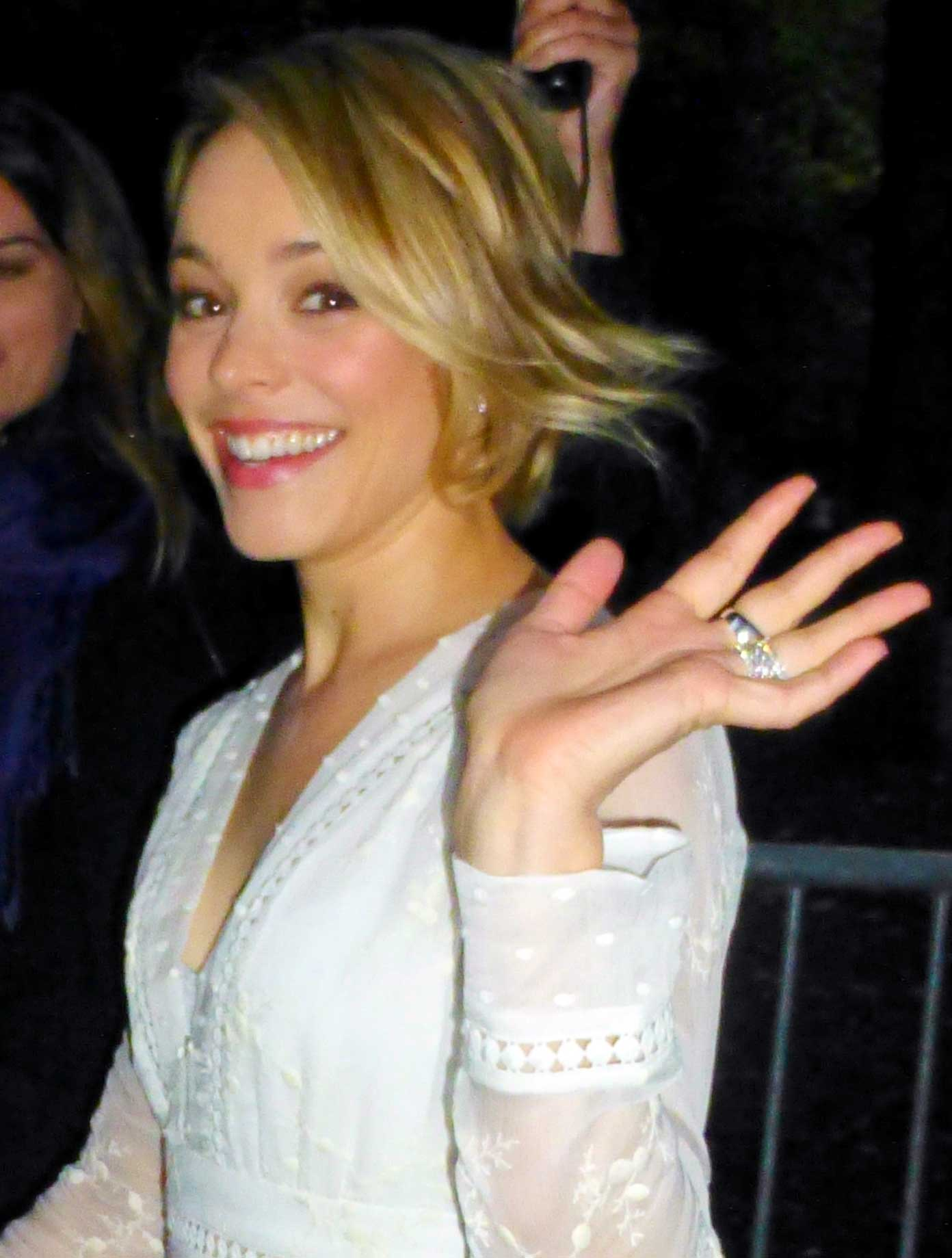
Rachel McAdams
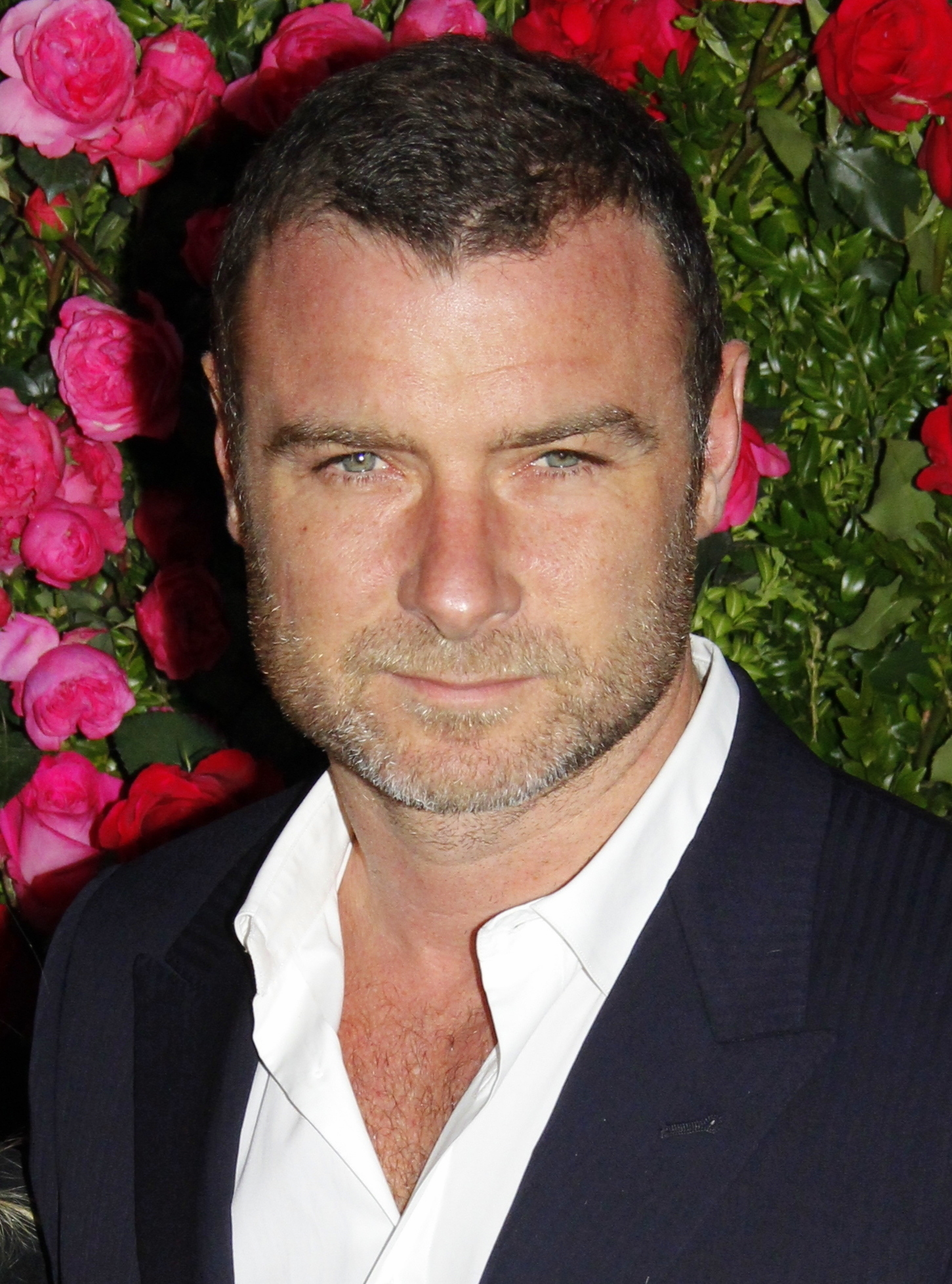
Liev Schreiber
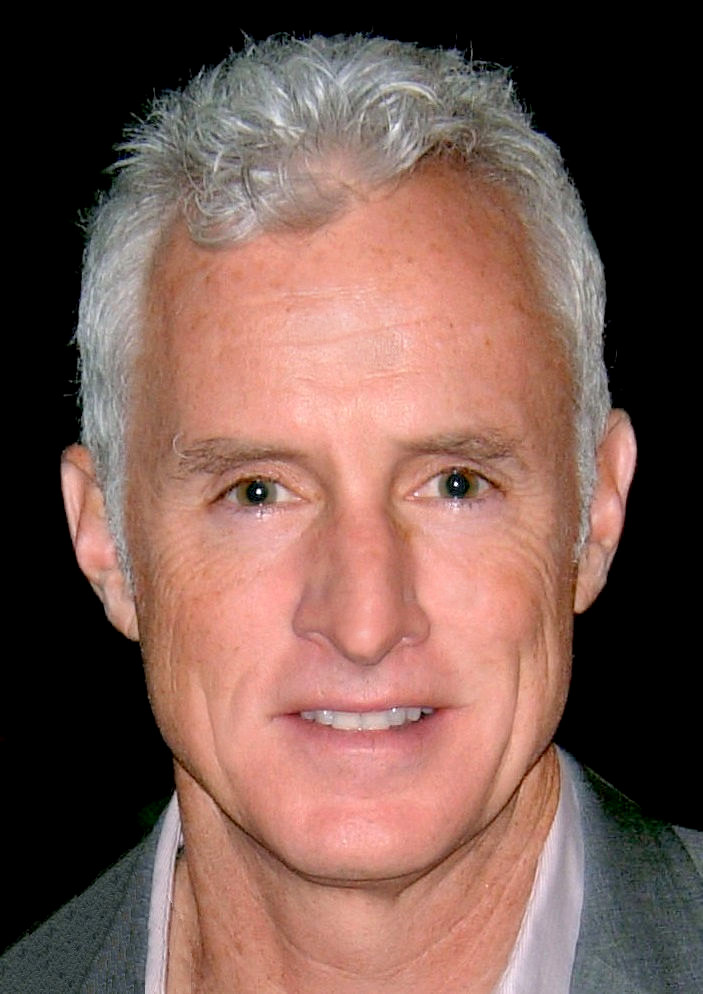
John Slattery
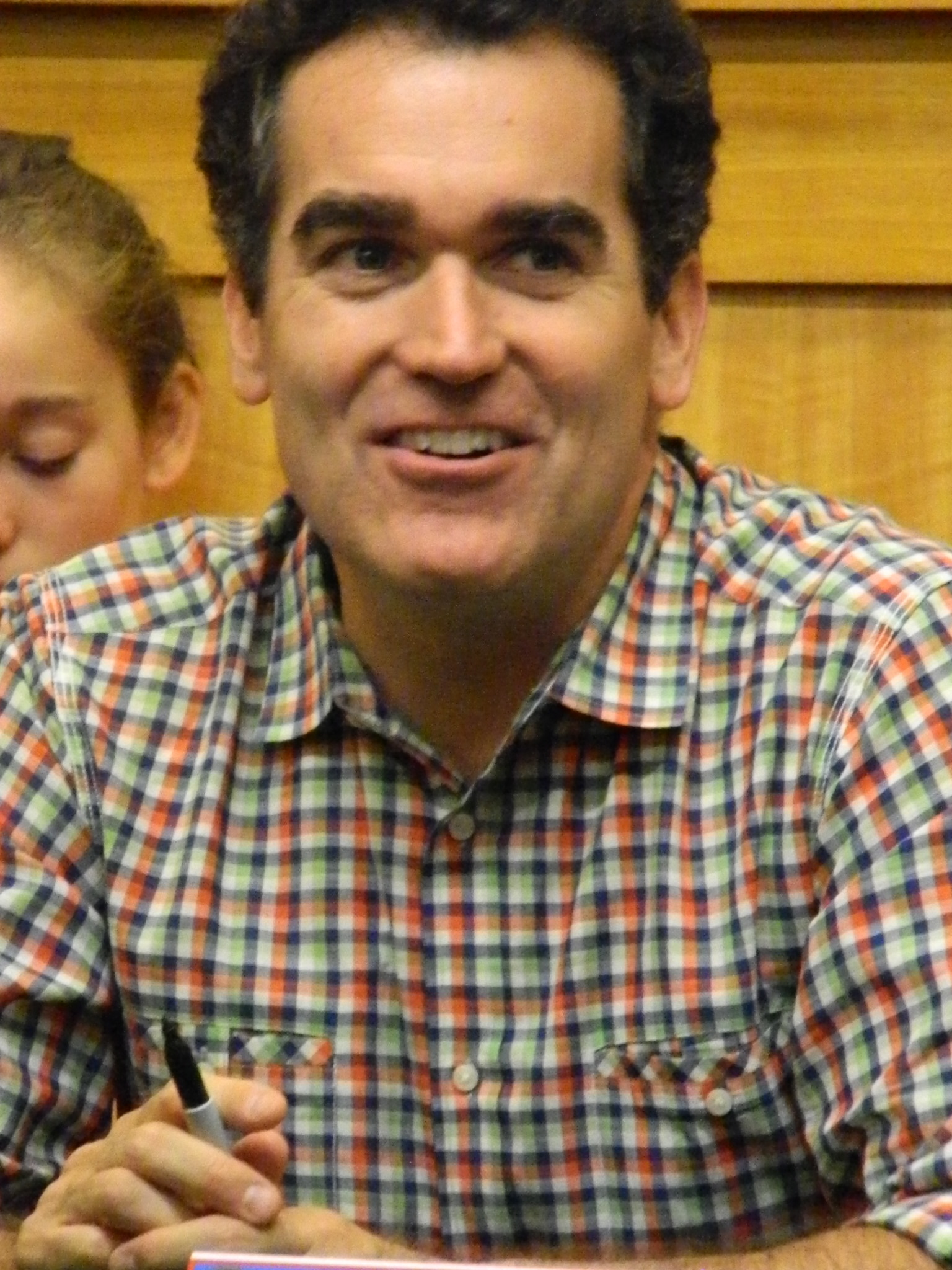
Brian d'Arcy James
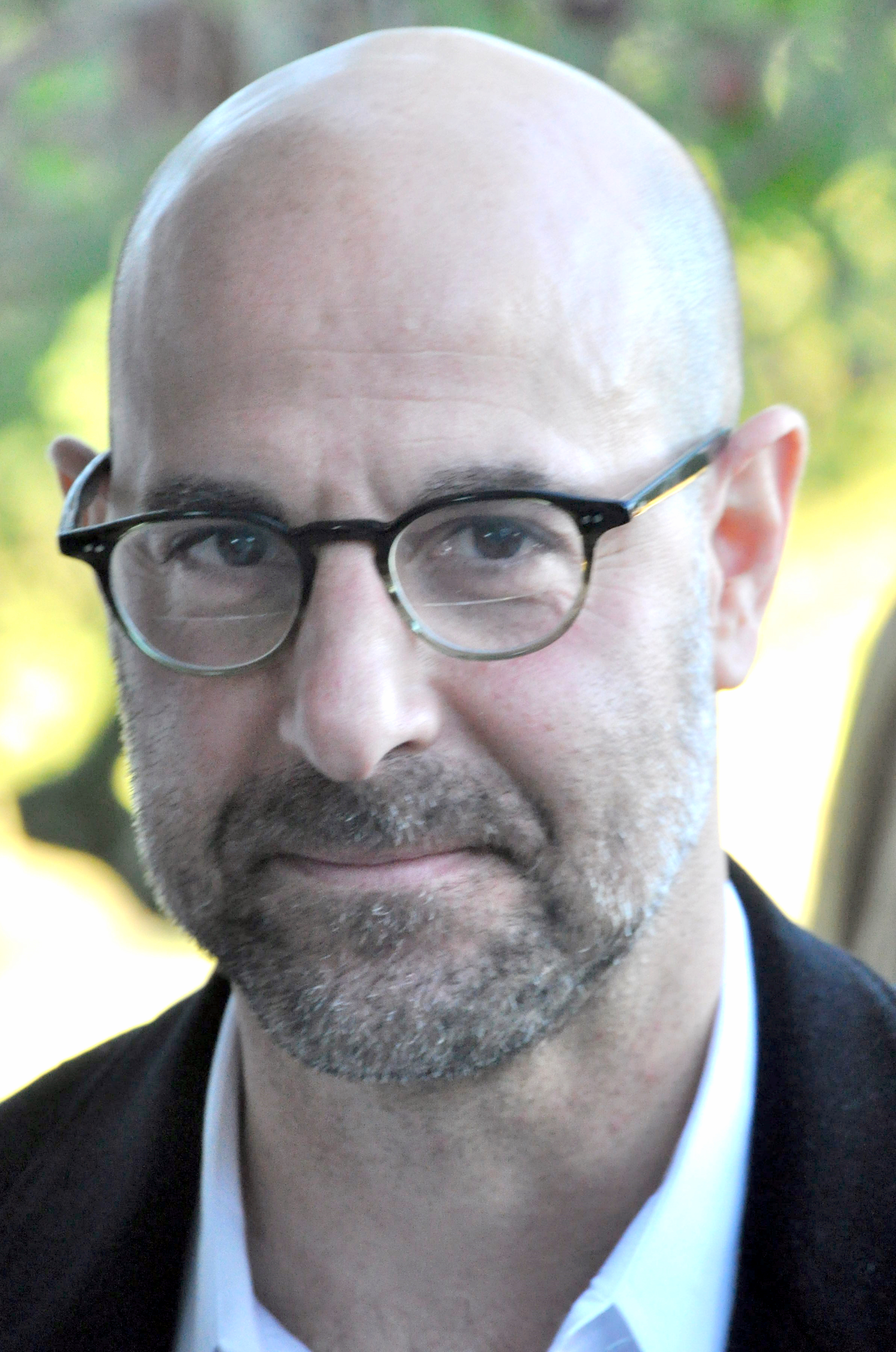
Stanley Tucci
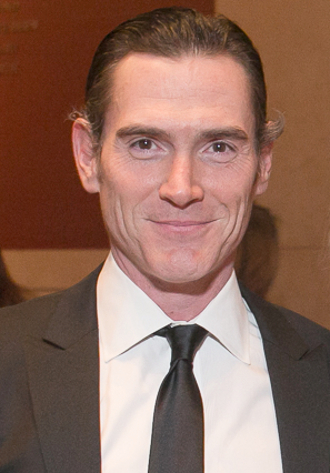
Billy Crudup

Source VF : AlloDoublage • Version québécoise sur Doublage Québec

## Production

### Genèse et développement
Le film s'inspire de faits réels : en 2002, un réseau pédophile au sein de l'Église catholique de Boston est découvert. Plusieurs journalistes du Boston Globe, regroupés dans l'équipe Spotlight, avaient alors décidé de mener leur propre enquête et d'aller au bout de cette affaire pour informer les lecteurs. Cette longue enquête sera récompensée par le prix Pulitzer. Le scénario est ensuite écrit par Tom McCarthy et Josh Singer. En 2013, il figure sur la Black List des scénarios les plus appréciés mais pas encore produits par un studio,.

### Casting
Matt Damon et Helen Hunt ont été envisagés pour incarner Michael Rezendes et Sacha Pfeiffer. Les deux rôles reviennent finalement à Mark Ruffalo et Rachel McAdams.

### Tournage
Le tournage a débuté le 24 septembre 2014 à Boston et s'est ensuite déroulé à Hamilton en Ontario. L'équipe a pu tourner dans les véritables bureaux du Boston Globe à Dorchester, ainsi qu'à la bibliothèque publique de Boston et dans l'Université McMaster. Le bureau de réunion du journal a cependant été recréé en studio,.

## Musique
Sauf indication contraire, les informations mentionnées dans cette section peuvent être confirmées par le générique de fin de l'œuvre audiovisuelle présentée ici, ainsi que par la base de données cinématographiques IMDb,  présente dans la section « Liens externes ».
- West Side Waltz par Dick Walter.
- Walk My Street par Mackenzie.
- Sea Shanty par Rob Shapiro.
- Myself in You par Jon Robert.
- Concerto grosso, opus 6 no 1 en sol majeur de Georg Friedrich Haendel de 1739.
- Al Fresco par Tom Keane (en).
- Cornucopia par Tom Keane (en).
- Concerto brandebourgeois no 3 en sol majeur, 3e mouvement : Allegro de Jean-Sébastien Bach.
- These Exiled Years par Flogging Molly.
- Concerto grosso, opus 6 no 2 en fa majeur de Georg Friedrich Haendel de 1739.
- Cocinando Suave par Ray Barretto.
- Bean's Blues par Coleman Hawkins.

### Musiques non mentionnées dans le générique
- Douce nuit, sainte nuit par Franz Xaver Gruber et Joseph Mohr.

Bande originale
Par Howard Shore :
- Spotlight, durée : 1 min 3 s.
- Deference and Complicity, durée : 1 min 13 s.
- Investigative Journalism, durée : 2 min 10 s.
- Legacy, durée : 1 min 28 s.
- The Directories, durée : 2 min 40 s.
- Keep Silent, durée : 2 min 31 s.
- Summer Investigation, durée : 2 min.
- The Children, durée : 1 min 15 s.
- Pressure of the Church, durée : 1 min 37 s.
- The Sealed Documents, durée : 2 min 6 s.
- The Globe Newsroom, durée : 2 min 2 s.
- Courthouse, durée : 1 min 11 s.
- Practice and Policy, durée : 2 min 7 s.
- City on the Hill, durée : 2 min 9 s.
- Pain and Anguish, durée : 1 min 1 s.
- Night Mass, durée : 1 min 4 s.
- Delivering the News, durée : 3 min 40 s.
- The Story Breaks, durée : 1 min 56 s.

## Accueil

### Accueil critique
De tous côtés, Spotlight a obtenu d'excellentes critiques. Sur le site Metacritic, il a eu la note de 93/100 pour quarante-cinq critiques postées. Sur le site Rotten Tomatoes, il obtient 97 % de critiques favorables pour une note de 8,8/10.
En France, le site Allociné propose une note moyenne de 4⁄5 à partir de l'interprétation de critiques provenant de 24 titres de presse.

### Box-office
| Pays ou région    | Box-office      | Date d'arrêt du box-office | Nombre de semaines |
| ----------------- | --------------- | -------------------------- | ------------------ |
| États-Unis Canada | 45 055 776 $    | 5 mai 2016                 | 26                 |
| France            | 616 158 entrées | 3 mai 2016                 | 14                 |
| Mondial           | 98 690 254 $    | -                          | -                  |

## Distinctions

### Récompenses
- Oscars 2016 :
  - Meilleur film
  - Meilleur scénario original pour Tom McCarthy et Josh Singer
- British Academy Film Awards 2016 : meilleur scénario original pour Tom McCarthy et Josh Singer
- Festival du film de Hollywood 2015 : Hollywood Screenwriter Award pour Tom McCarthy et Josh Singer
- Gotham Awards 2015 :
  - Meilleur film
  - Special Jury Award décerné à l'ensemble de la distribution
- New York Film Critics Circle Awards 2015 : meilleur acteur pour Michael Keaton
- Boston Online Film Critics Association Awards 2015 :
  - Meilleure distribution
  - Meilleur scénario
- SAG Awards 2016 : meilleure distribution
- Independent Spirit Awards 2016 : Independent Spirit Award du meilleur film

### Nominations
- Golden Globes 2016 :
  - Meilleur film dramatique
  - Meilleur réalisateur pour Tom McCarthy
  - Meilleur scénario pour Tom McCarthy et Josh Singer
- Screen Actors Guild Awards 2016 :
  - Meilleure actrice dans un second rôle pour Rachel McAdams
  - Meilleure distribution
- Oscars 2016 :
  - Meilleur réalisateur pour Tom McCarthy
  - Meilleur acteur dans un second rôle pour Mark Ruffalo
  - Meilleure actrice dans un second rôle pour Rachel McAdams
  - Meilleur montage pour Tom McArdle